# Fairbanks-Morse
Fairbanks-Morse (and Company) era una impresa industriale americana produttrice di una vasta gamma di apparecchiature operante tra la fine del XIX secolo e la prima metà del XX secolo. Entrata in crisi a metà degli anni cinquanta del XX secolo venne smembrata nelle sue varie attività confluendo in società differenti a partire dal 1958. 
Si richiamano alla Fairbanks Morse and Company pur non essendo discendenti dirette: 
- Fairbanks Scales, una società di Kansas City, Missouri, che produce bilance e dispositivi di pesatura[1].
- Fairbanks Morse Engine (FME), una filiale di EnPro Industries, società con sede in Beloit, Wisconsin, che produce motori[2].
- Fairbanks Morse Pompe, una divisione della Pentair di Kansas City che produce pompe idrauliche[3].

## Storia

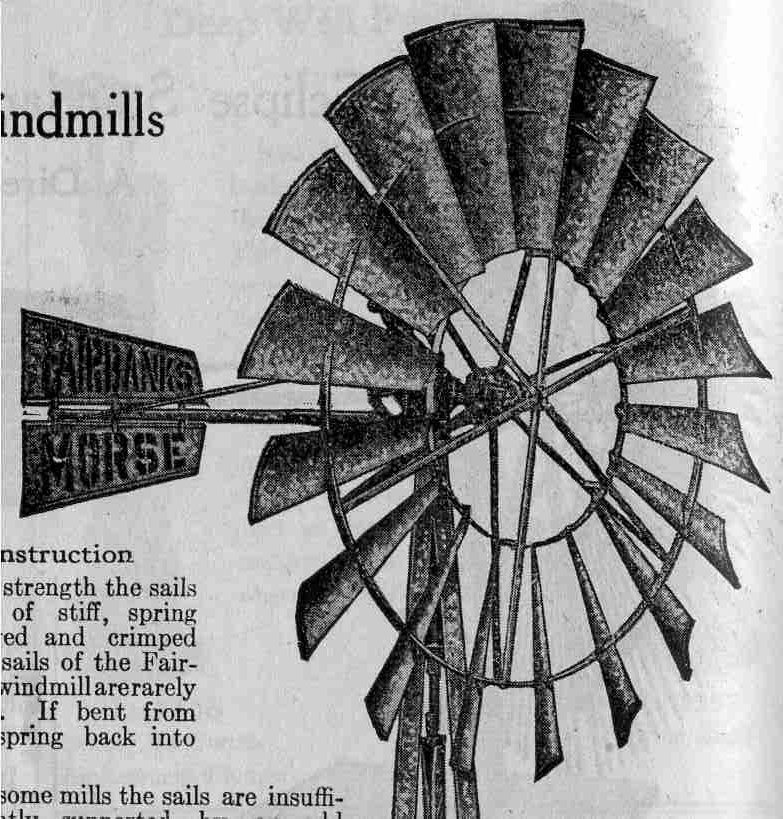
Mulino a vento Fairbanks-Morse

### Le origini
Le origini della società possono essere ascritte al 1823, quando l'inventore Thaddeus Fairbanks aperse una ferriera a St. Johnsbury, Vermont, per la produzione di due delle sue invenzioni brevettate: un aratro in ghisa e una stufa. Nel 1829, costituita assieme al fratello Erastus la E & T Fairbanks & Company estese la sua produzione al settore manifatturiero di abiti in canapa per il quale costruì le macchine. Il parziale insuccesso nel settore tessile lo condusse a una sua altra produzione, la pesa a piattaforma, che costituì la base per la grande impresa. Il dispositivo fu brevettato in giugno 1832; qualche decennio più tardi, la E & T Fairbanks & Company vendeva già migliaia di pese a piattaforma negli Stati Uniti, poi in Europa, in Sud America e anche nella Cina imperiale. Tali dispositivi di pesatura a piattaforma divennero presto parte integrante degli impianti marittimi e dei caricatori ferroviari. Le pese a piattaforma Fairbanks vinsero 63 medaglie internazionali nel corso degli anni e la società divenne leader del settore negli Stati Uniti e nota in tutto il mondo.
In Wisconsin, Leonard Wheeler aveva progettato un mulino a vento per azionare il pompaggio dell'acqua, l'Eclipse. Wheeler aprì un negozio in Beloit, Wisconsin subito dopo la Guerra civile americana. Non molto tempo dopo mezzo milione di mulini a vento punteggiavano il paesaggio in tutto il West degli Stati Uniti e perfino in Australia. Nello stesso tempo un dipendente Fairbanks, Charles Hosmer Morse, apriva un ufficio commerciale Fairbanks in Chicago per espandere il mercato della sua linea di prodotti. In tale ambito di espansione Morse riuscì a coinvolgere Wheeler in affari con la società Fairbanks. Morse in seguito divenne un socio della società Fairbanks che, dal 1871, divenne nota come Fairbanks-Morse & Company, con sede a Chicago. Concessionarie e filiali Fairbanks vennero impiantate nelle città americane e canadesi.

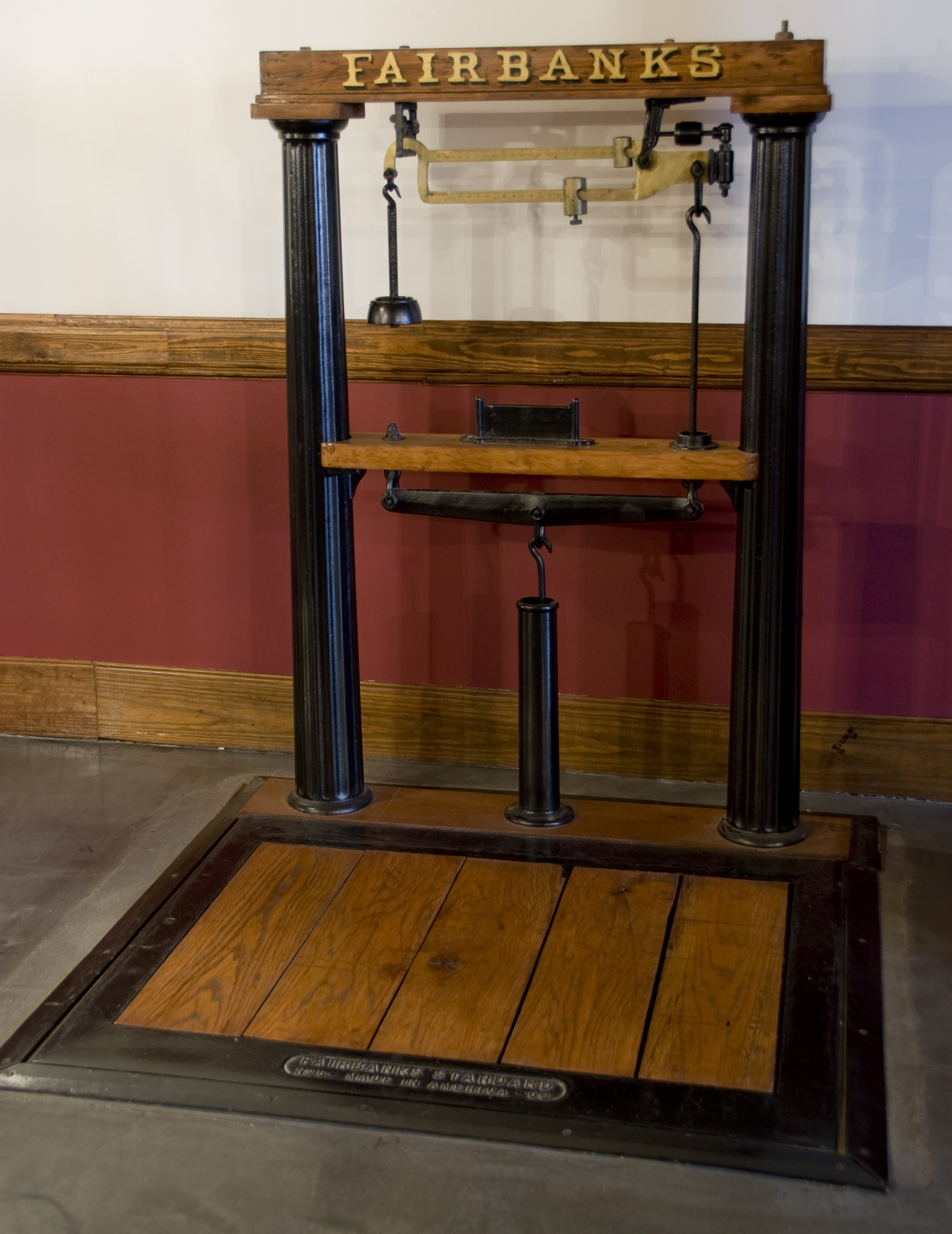
Bilancia a piattaforma Fairbanks-Morse

## Espansione del mercato nel settore motori

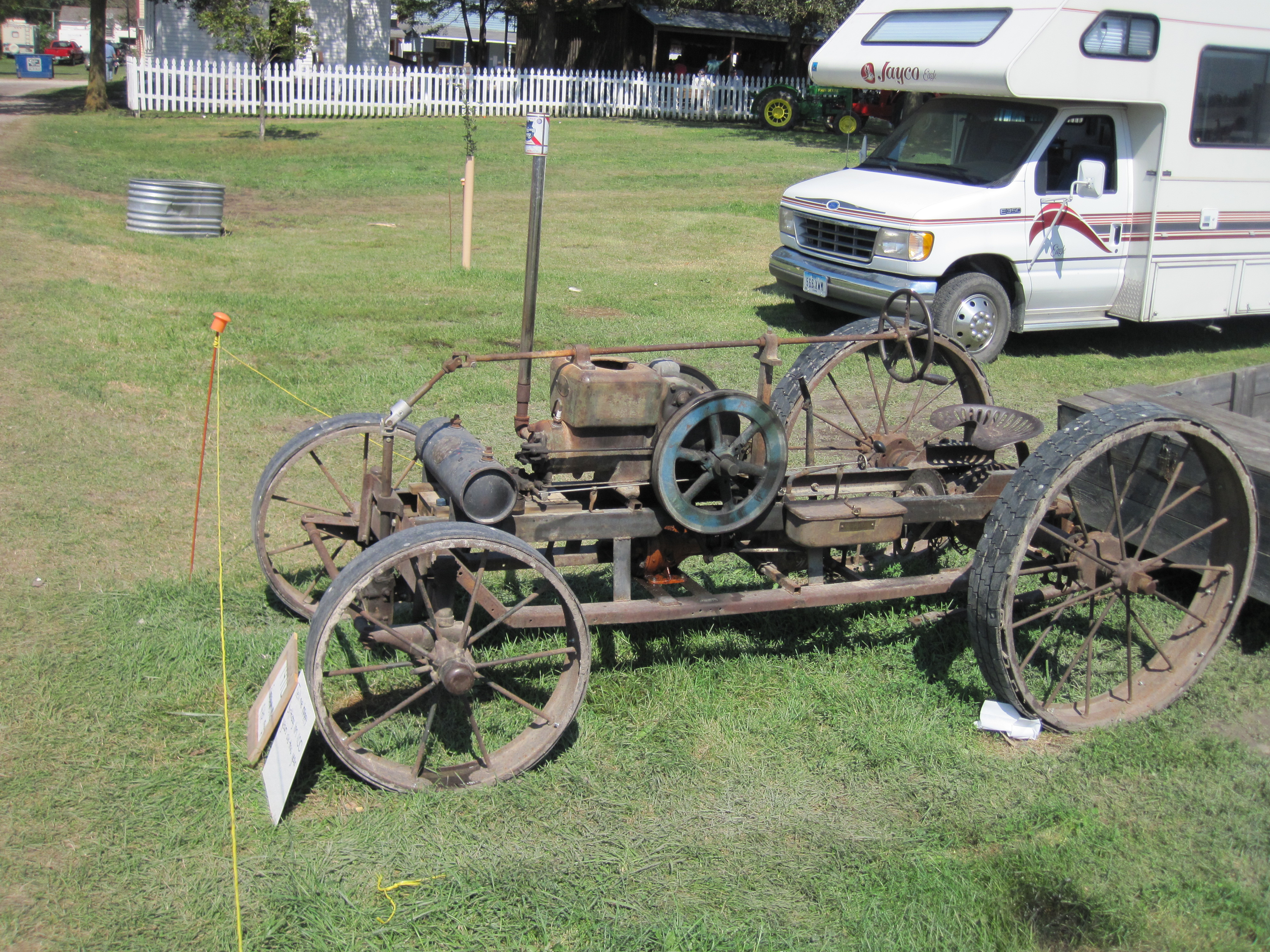
Trattrice Modello H, 1910

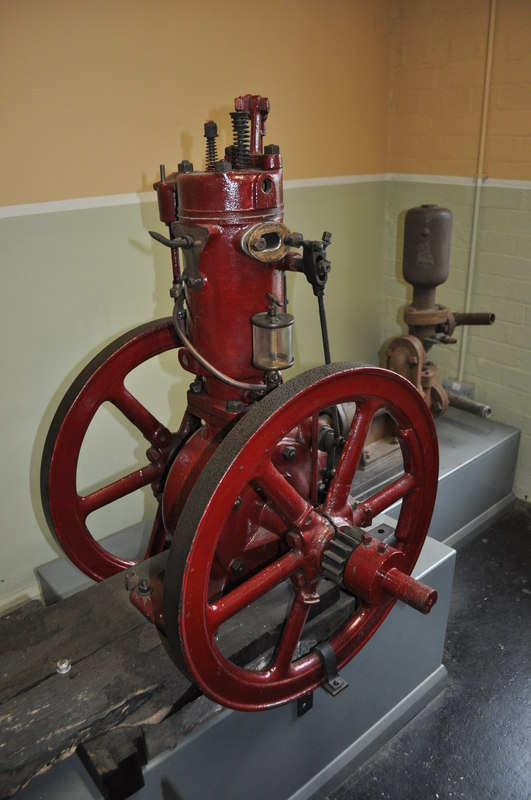
Motore a gas Fairbanks

Alla fine del XIX secolo il giro di affari si era ampliato nell'area occidentale degli Stati Uniti comprendendo macchine da scrivere, carrelli, carrelli a pedali per ferrovie, pompe, trattori e una varietà di attrezzi e materiali da magazzino. L'azienda era diventata un fornitore industriale di sistemi completi "chiavi in mano" nonché strumenti, impianti idraulici, calibri, guarnizioni, parti, valvole e tubi. Il catalogo del 1910 conteneva oltre 800 pagine. La Fairbanks-Morse iniziò la produzione di motori a petrolio e a nafta nel 1890. Il motore a gas della società ebbe un grande successo presso gli agricoltori. Irrigazione, produzione di energia elettrica e lavori di ricerca di giacimenti trassero beneficio da questi motori. Furono diffusi anche piccoli impianti di illuminazione costruiti dalla società. I propulsori Fairbanks Morse furono adattati all'uso di kerosene nel 1893 e a gas povero nel 1905. Nel 1914 l'azienda iniziò la produzione del motore monocilindrico tipo Z da uno, tre e sei HP. La serie Z fu presto estesa fino a 20 HP. Oltre mezzo milione di unità furono prodotte nei 30 anni successivi. Il modello Z riscontrò il favore degli agricoltori e il modello N fu popolare in applicazioni industriali. Nel 1906 Morse acquisì il produttore di motori elettrici e generatori "Three Rivers Electric Co." mentre nel 1915 prese il controllo dei produttori di bilance "Scales Fairbanks" ; nel 1926, le singole società furono fuse nella Fairbanks-Morse. La società, in seguito, entrò anche nel mercato di produzione di automobili, trattori, martelli meccanici, gru ferroviarie, radio e frigoriferi.
Dal 1912 Fairbanks-Morse entrò nel mercato della produzione su vasta scala dei motori Diesel. Prima, con il tipo Y (vero e proprio cavallo di battaglia della produzione) disponibile nei tipi da uno a sei cilindri, con potenze da 10 a 200 HP, atto all'uso di gasolio (previo avviamento con altro carburante) nel 1913. Il motore Y-VA fu il primo Diesel vero e proprio, ad alta compressione e avviamento a freddo, sviluppato da Fairbanks Morse, senza acquisizione di brevetti stranieri; fu sviluppato a Beloit e introdotto nel 1924. La linea di produzione fu estesa ai motori marini CO (molti motori marini da 100 HP CO furono utilizzati nelle Filippine per la propulsione dei traghetti). Da allora Fairbanks-Morse divenne un importante produttore di motori e impianti per ferrovie e applicazioni marine. Nel corso degli anni trenta l'espansione della società fu legata anche allo sviluppo di locomotive Diesel, rimorchiatori e navi.

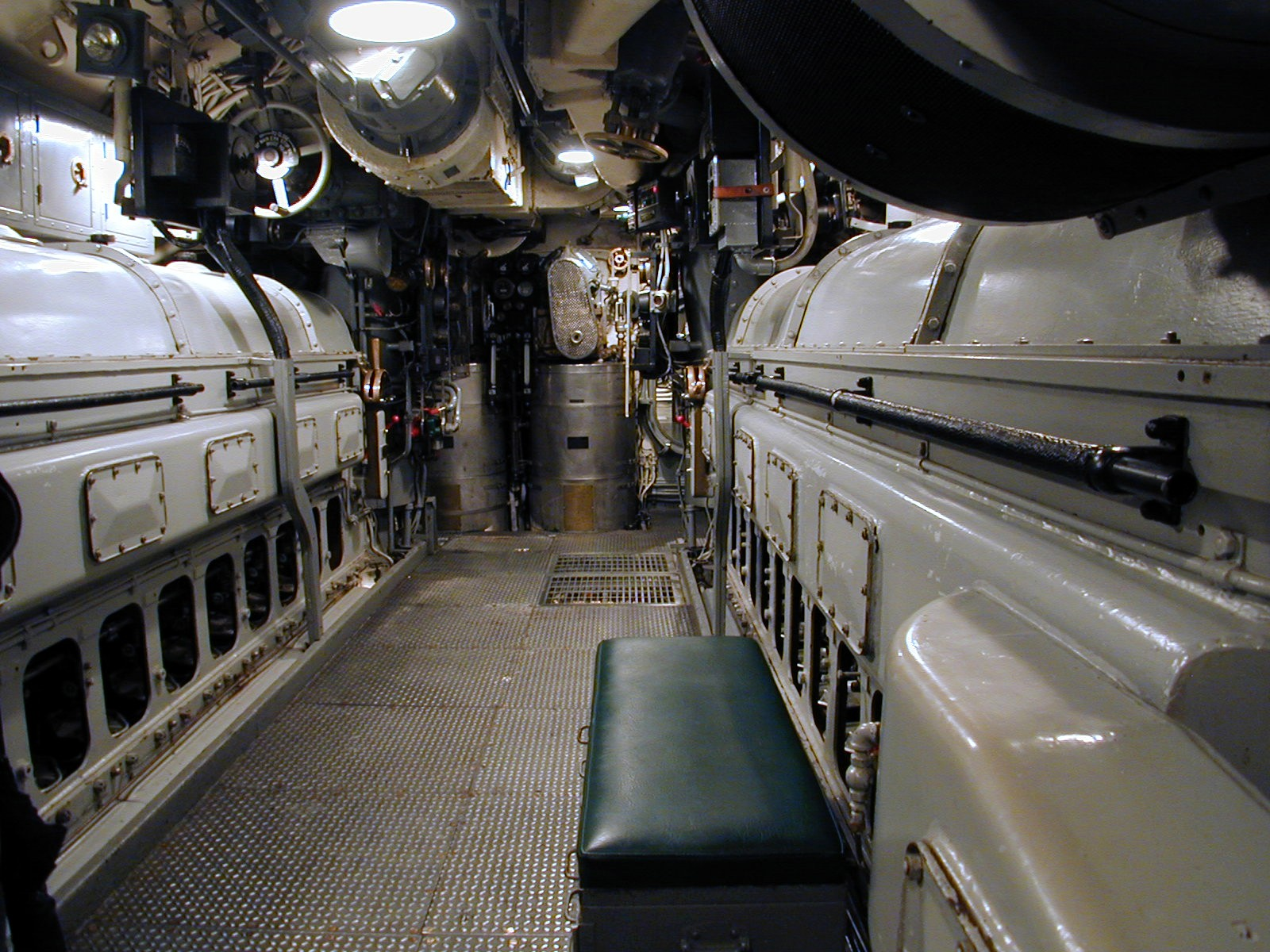
Motore Diesel a pistoni contrapposti Fairbanks-Morse per il sottomarino USS Pampanito

Prima dello scoppio della seconda guerra mondiale Fairbanks-Morse sviluppò un motore marino a pistoni contrapposti simile a quello in uso negli aeromobili tedeschi Junkers Jumo 205. La variante più comune per i sottomarini fu il Fairbanks Morse 38 8-1, un motore Diesel a due tempi, in versioni da 4 a 12 cilindri. Tale motore fu consegnato alla US Navy in gran numero, spesso per l'uso nei sottomarini della flotta

## Fairbanks entra nel mercato delle locomotive Diesel
In seguito al contratto con la US Navy la società mise in produzione un motore da 300 CV che trovò applicazione anche in rotabili automotori della Baltimora e Ohio Railroad, della Chicago, Milwaukee, St. Paul e Railroad Pacific e altre linee.
Nel 1939 alcuni motori da 800 Hp furono utilizzati per motorizzare sei rotabili automotori per Milwaukee Road denominati FM OP800. Nel 1944 iniziò la produzione di motori da 1000 HP per l'FM H-10-44 la prima locomotiva Fairbanks Morse costruita nei propri stabilimenti (un'unità è conservata in condizioni operative al Railway Museum Illinois).
Al termine delle restrizioni di guerra le ferrovie nordamericane iniziarono la sostituzione delle locomotive a vapore con quelle Diesel per cui Fairbanks Morse cercò di capitalizzare su questa opportunità; Virginian Railway fu uno dei primi clienti di locomotive Fairbanks Morse.
Nel dicembre 1945, Fairbanks-Morse produsse la sua prima locomotiva a cabina "streamlined" in concorrenza diretta con le ALCO PA ed EMD GP7. Il motore da 2000 HP montato su rodiggio A1A-A1A fu ordinato a GE Transportation per mancanza di spazio nei propri stabilimenti Fairbanks-Morse in Wisconsin. GE costruì le locomotive nel suo impianto di Erie, in Pennsylvania, dando così origine al nome della serie "FM Erie-built". Fairbanks Morse si avvalse del designer industriale Raymond Loewy per il progetto. Nel 1949, furono vendute in totale 82 unità con cabine di guida e 28 senza cabina telecomandabili. La serie successiva alla "Erie" fu prodotta a Beloit e progettata da zero; il risultato fu la FM Consolidated line detta anche "C-liner" che debuttò nel gennaio del 1950. Le C-liner furono acquistate da New York Central, Long Island Rail Road, Pennsylvania Railroad, Milwaukee Road e New Haven Railroad.
Locomotive su licenza F-M furono prodotte anche in Canada dalla Canadian Locomotive Company che divenne fornitore della Canadian Pacific e della Canadian National. 
Emersero tuttavia problemi di inaffidabilità meccanica e di scarso supporto tecnico; le generatrici di corrente da 2400 HP Westinghouse erano soggette ad avarie mentre i motori FM dimostravano debolezze dei pistoni. 
Dal 1952 le ordinazioni negli Stati Uniti furono così esigue che il ciclo di produzione fu di sole 99 unità anche se in Canada gli ordini continuarono fino al 1955 con varianti prodotte solo dalla Canadian Locomotive Company per 66 unità. Westinghouse nel 1953 annunciò l'abbandono del mercato delle apparecchiature per locomotiva, in parte a causa dei problemi del generatore. La produzione dei C-liner divenuta marginale venne abbandonata.
Fairbanks Morse continuò a produrre "switcher", tra cui la serie FM H-24-66 ma con successo limitato sul mercato e una concorrenza agguerrita da Diesel Electro-Motive; un'escursione dispendiosa nello sviluppo di un treno passeggeri ad alta velocità (F-M P-12-42), portò FM ad uscire dal mercato delle locomotive ferroviarie. Fairbanks vendette la sua ultima locomotiva negli Stati Uniti nel 1958 e la sua unità fu inviata in Messico nel 1963. La CLC fu ribattezzata "Fairbanks-Morse Canada" nel 1965 e chiuse nel 1969.

## Produzione post bellica
Fairbanks-Morse continuò a costruire motori Diesel e a gas come aveva fatto nella prima metà del XX secolo. Si aggiungeva a questa la divisione pompe e motori della Canadian Fairbanks-Morse" specifica per fattorie, fabbriche e miniere.
Furono stabiliti uffici di rappresentanza all'estero a Rio de Janeiro e Buenos Aires e una fabbrica in Messico, dove il motore tipo Z fu prodotto fino agli anni settanta. Una divisione australiana (simile alla canadese) fu aperta a vantaggio dei mercati più remoti mediante un accordo con l'antica società Cooper Sheep Shearing Machinery di Sydney che divenne l'agente mandatario Fairbanks Morse per quella parte dell'emisfero.

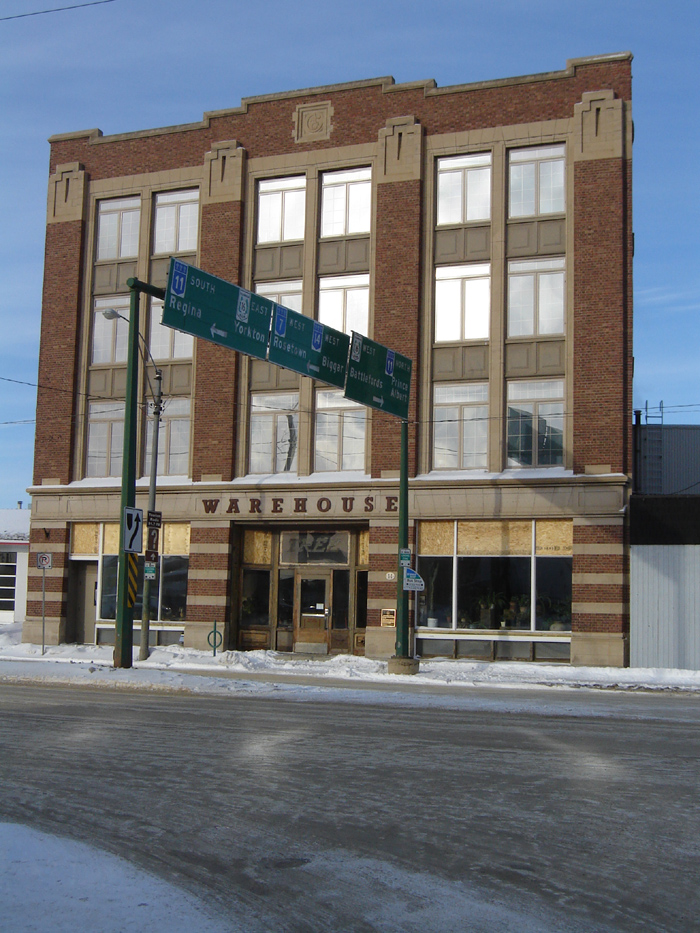
Magazzino Fairbanks Morse di Saskatoon, Canada; convertito in edificio residenziale

La società vendette il generatore di corrente modello "Eclipse" con pale a vento in North America finché l'elettricità venne fornita a tutto il territorio rendendo di fatto superfluo od obsoleto il prodotto.
Una faida interna tra gli eredi Morse per il controllo della società ne provocò l'indebolimento nel 1956. Nel 1958 Fairbanks-Morse venne fusa con Penn-Western. Nei decenni successivi la crisi continuò ad accrescersi fino alla vendita del patrimonio e alla chiusura delle filiali della società, degli uffici di vendita regionali con conseguente perdita della quota di mercato di Fairbanks-Morse a vantaggio di altri competitori.

## Smembramento delle attività Fairbanks Morse
Nel 1958 Fairbanks si fuse con Penn-Texas Corporation formando Fairbanks Whitney Corporation. Fairbanks Whitney fu poi riorganizzata come Colt Industries nel 1964, prendendo il nome da Colt Manufacturing, produttore di armi da fuoco e un asset di Penn-Texas. Nel 1988, la divisione Fairbanks Morse Pump fu scorporata venduta a investitori privati mantenendo lo stesso nome come società. Successivamente fu acquistata dalla Pentair nell'ambito dell'operazione di acquisizione di Signal General Pump Group nel 1997. Nel 1988 Colt Industries scorporò e vendette la divisione bilance e pesatura (scales) che formò la società indipendente, Fairbanks Scales.
Nel 1990, Colt Industries cedette la propria attività di armi da fuoco a CF Holdings Corp, come Colt's Manufacturing Company, costituendosi come Coltec Industries; quest'ultima, nel 1999, confluì in BF Goodrich. Nel 2002, nel corso di una serie di cessioni delle sue divisioni non-aerospaziali, BF Goodrich scorporò la sua divisione progettuale di prodotti industriali come Enpro Industries trasformandosi in Goodrich Corporation. Enpro divenne la società madre di Fairbanks Morse Engine.
In atto sono tre le società che utilizzano i marchi, Fairbanks o Fairbanks Morse (derivanti dall'originale Fairbanks Morse and Company). Fairbanks Scales e Fairbanks Morse Pump affermano la loro discendenza da E & T Fairbanks Company.

## La produzione di locomotive

### Cab unit
| Modello       | Anni costr. | Produzione Totale     | Rodiggio | Motore principale                | Potenza. HP | Immagine/Note |
| ------------- | ----------- | --------------------- | -------- | -------------------------------- | ----------- | ------------- |
| FM Erie-built | 1945–1949   | 82 unità A 29 unità B | A1A-A1A  | FM 38D-10 a pistoni contrapposti | 2000        |               |
| FM OP800      | 1939        | 6                     | A1A-2    | FM 38D-5 a pistoni contrapposti  | 800         |               |
| FM P-12-42    | 1957–1958   | 4                     | B-2      | FM 38D-8 a pistoni contrapposti  | 1200        |               |

### FM Consolidated line
| Modello     | Anni costr. | Produzione Totale | Rodiggio | Motore principale                | Potenza. HP | Immagine/Note |
| ----------- | ----------- | ----------------- | -------- | -------------------------------- | ----------- | ------------- |
| FM CFA-16-4 | 1950–1953   | 36                | B-B      | FM 38D-8 a pistoni contrapposti  | 1600        |               |
| FM CFB-16-4 | 1950–1953   | 18                | B-B      | FM 38D-8 a pistoni contrapposti  | 1600        |               |
| FM CFA-20-4 | 1950–1953   | 12                | B-B      | FM 38D-10 a pistoni contrapposti | 2000        |               |
| FM CFB-20-4 | 1950–1953   | 3                 | B-B      | FM 38D-10 a pistoni contrapposti | 2000        |               |
| FM CPA-20-5 | 1950–1953   | 8                 | B-A1A    | FM 38D-10 a pistoni contrapposti | 2000        |               |
| FM CPA-24-5 | 1950–1953   | 22                | B-A1A    | FM 38D-12 a pistoni contrapposti | 2400        |               |

| Modello      | Anni costr. | Produzione Totale | Rodiggio | Motore principale               | Potenza. HP | Immagine/Note |
| ------------ | ----------- | ----------------- | -------- | ------------------------------- | ----------- | ------------- |
| CLC CPA-16-4 | 1950–1954   | 39                | B-B      | FM 38D-8 a pistoni contrapposti | 1600        |               |
| CLC CFB-16-4 | 1950–1954   | 15                | B-B      | FM 38D-8 a pistoni contrapposti | 1600        |               |
| CLC CPA-16-5 | 1950–1954   | 6                 | B-A1A    | FM 38D-8 a pistoni contrapposti | 1600        |               |
| CLC CFB-16-5 | 1950–1954   | 6                 | B-A1A    | FM 38D-8 a pistoni contrapposti | 1600        |               |

### Locomotive di manovra
| Modello      | Anni costr. | Produzione Totale | Rodiggio | Motore principale               | Potenza. HP | Immagine/Note |
| ------------ | ----------- | ----------------- | -------- | ------------------------------- | ----------- | ------------- |
| FM H-10-44   | 1944–1950   | 195               | B-B      | FM 38D-6 a pistoni contrapposti | 1000        |               |
| FM H-12-44   | 1950–1961   | 334               | B-B      | FM 38D-6 a pistoni contrapposti | 1200        |               |
| FM H-12-44TS | 1956        | 3                 | B-B      | FM 38D-6 a pistoni contrapposti | 1200        |               |

| Modello    | Anni costr. | Produzione totale | Rodiggio | Motore principale               | Potenza. HP | Immagine/Note |
| ---------- | ----------- | ----------------- | -------- | ------------------------------- | ----------- | ------------- |
| FM H-12-46 | 1951–1953   | 30                | A1A-A1A  | FM 38D-6 a pistoni contrapposti | 1200        |               |

### Locomotive di linea
| Modello                        | Anno costr. | Produzione totale | Rodiggio | Motore principale                | Potenza. HP | Immagine/Note |
| ------------------------------ | ----------- | ----------------- | -------- | -------------------------------- | ----------- | ------------- |
| FM H-15-44                     | 1947–1950   | 35                | B-B      | FM 38D-8 a pistoni contrapposti  | 1500        |               |
| FM H-16-44                     | 1950–1963   | 299               | B-B      | FM 38D-8 a pistoni contrapposti  | 1500        |               |
| FM H-20-44                     | 1947–1954   | 96                | B-B      | FM 38D-10 a pistoni contrapposti | 2000        |               |
| FM H-16-66 (Baby Train Master) | 1951–1958   | 59                | C-C      | FM 38D-8 a pistoni contrapposti  | 1600        |               |
| FM H-24-66 (Train Master)      | 1951–1958   | 107               | C-C      | FM 38D-12 a pistoni contrapposti | 2400        |               |